# Attacobius luederwaldti
Attacobius luederwaldti is een spinnensoort uit de familie van de loopspinnen (Corinnidae).
De wetenschappelijke naam van de soort werd in 1923 als Myrmecobius luederwaldti gepubliceerd door Cândido Firmino de Mello-Leitão.